# Egidio Chiecchi
Egidio Chiecchi (Montorio Veronese, 15 dicembre 1899 – Verona, 14 settembre 1986) è stato un allenatore di calcio e calciatore italiano, di ruolo attaccante.
Era conosciuto anche come Chiecchi II per distinguerlo dai fratelli calciatori Augusto Chiecchi o Chiecchi I e Giovanni Chiecchi o Chiecchi III.

## Carriera

### Giocatore
Chiecchi giocò dal 1921 al 1927 per l'Hellas Verona ottenendo piazzanementi a metà classifica nei gironi della Lega Nord, tra cui due quarti posti nel girone B della stagione 1923-1924 e nel girone A nella stagione 1925-1926.
Nella stagione 1928-1929 veste la maglia del Padova.
Nella stagione 1929-1930 torna all'Hellas Verona, in Serie B, piazzandosi al sesto posto.

### Allenatore
Nella stagione 1934-1935 allena il Verona di Serie B.
Dopo la guerra guida il Casale, nella Serie B-C Alta Italia 1945-1946, piazzandosi al sesto posto del girone A. In seguito sarà alla guida del Rimini.